# Сера Кутлубеј
Сера Кутлубеи (Истанбул, 24. октобар 1997) је турска и телевизијска глумица.

## Витал
Сера Кутлубеи је рођена 1997. године у Истанбулу . Завршио је образовање на позоришном одсеку Универзитета Халич.Прво глумачко искуство имао је у серији Амбер 2016. године, а затим је добио улогу у ТВ серији Мој отац и његова породица. Глумила је лик Сехер у ТВ серији Без наслова, а признање је стекла глумећи лик Џемре Иилмаз у ТВ серији Залим Истанбул. Данас игра лик Дамле у серији Доброта.

## Филмографија
| Yıl       | Yapım                      | Rol                    | Notlar        |
| --------- | -------------------------- | ---------------------- | ------------- |
| 2016      | Амбер                      | Млада Лејла            | Помоћни играч |
| 2016      | Мој отац и његова породица | Чежња                  | Помоћни играч |
| 2017      | Анонимоус                  | Сехер                  | Помоћни играч |
| 2019-2020 | Сурова љубав               | Цемре Иилмаз / Карацаи | Главни глумац |
| 2021      | Немогућа љубав             | Азра                   | Помоћни играч |
| 2022-     | Боже                       | Дамла Динцер           | Главни глумац |

## Награде и номинације
| Yıl  | Ödül                               | Kategori                                | Aday Gösterilen Çalışma | Sonuç      |
| ---- | ---------------------------------- | --------------------------------------- | ----------------------- | ---------- |
| 2019 | Пантенски златни лептир            | Најбољи пар из ТВ серије (Ценк & Цемре) | Сурова љубав            | Номинација |
| 2020 | Златни самит и награде за каријеру | Награда за најбољу глумицу године       | Сурова љубав            | Освојено   |